# 増本藍
増本 藍（ますもと あい、1977年10月19日 - ）は、元劇団四季所属のミュージカル女優。福岡県小郡市出身。

## 人物・略歴
中学生のときには新体操をやっており、久留米市立南筑高等学校入学後バレエと声楽を始める。
1998年10月、2度目のオーディション合格を経て、劇団四季に入団。
『美女と野獣』で初舞台｡

## 主な舞台
- キャッツ - ディミータ役、ボンバルリーナ役
- ユタと不思議な仲間たち - ダンジャ役
- コーラスライン - シーラ役
- マンマ・ミーア! - ターニャ役
- クレイジー・フォー・ユー - テス役、アイリーン役
- ウエストサイド物語 - アニタ役
- リトルマーメイド -アースラ役